# Mélamine
Ne pas confondre avec le pigment mélanine, ni avec les articles Mélamine (résine) et Mélaminé
La mélamine, parfois appelée cyanuramide ou cyanurotriamine, est une amine aromatique de formule brute C3H6N6, dénommée chimiquement 1,3,5-triazine-2,4,6-triamine.
La mélamine intervient dans la synthèse des résines mélamine, des plastiques thermodurcissables de la classe des aminoplastes.

## Synthèse
La mélamine a été synthétisée pour la première fois par Justus von Liebig en 1834. Initialement, du cyanamide de calcium était converti en dicyandiamide, qui était ensuite chauffé au-delà de son point de fusion jusqu'à produire de la mélamine.
Aujourd'hui, la production industrielle se fait généralement à partir d'urée, selon la réaction :
6 (NH2)2CO → C3H6N6 + 6 NH3 + 3 CO2
Au cours de la première étape, l'urée se décompose en acide cyanique et ammoniac :
(NH2)2CO → HNCO + NH3
L'acide cyanique polymérise alors en acide cyanurique, qui se condense avec l'ammoniac libéré par la réaction pour former de la mélamine. L'eau formée réagit avec l'acide cyanique, ce qui contribue à déplacer l'équilibre de réaction vers la formation de la mélamine.
6 HNCO + 3 NH3 → C3H6N6 + 3 CO2 + 3 NH3

## Usages alimentaires frauduleux
Tous les usages frauduleux de la mélamine découlent de son taux d'azote élevé : il constitue deux tiers en masse de la molécule. Or, dans l'industrie la méthode de dosage des protéines la plus répandue est la méthode de Kjeldahl, qui dose l'azote total présent dans un échantillon. L'azote représente environ 15 % en masse des protéines. Dans un échantillon alimentaire non frelaté, les protéines sont pratiquement les seules sources d'azote (les glucides et lipides n'en contiennent pas) : on se sert donc de ce taux de conversion de 15 % pour déduire le taux de protéines à partir du taux d'azote total. Dans un échantillon adultéré, le dosage de l'azote inclut l'azote non protéique issu de la mélamine, et il en est déduit faussement un taux de protéines plus élevé que la réalité. Lorsque les protéines sont souhaitées dans un produit alimentaire, l'ingrédient est valorisé en fonction de leur taux, et un lot peut être refusé ou fortement déprécié s'il ne contient pas le minimum exigé. L'adjonction de mélamine permet d'augmenter le taux apparent de protéines à plus bas prix : il faut moins d'un quart de gramme de mélamine pour suggérer la présence de 1 g de protéines.
Non seulement cette pratique trompe le consommateur sur la qualité alimentaire du produit, mais en plus, aux relativement hautes concentrations nécessaires pour fausser significativement le dosage des protéines, la toxicité rénale de la mélamine devient sensible. Cette fraude est interdite partout dans le monde, mais plusieurs cas ont défrayé la chronique.

### Nourriture pour animaux de compagnie en 2007
De la mélamine a plusieurs fois été volontairement introduite dans des aliments et des friandises pour animaux de compagnie. Le 16 mars 2007, Menu Foods (en) a rappelé 60 millions de boîtes de nourriture pour chiens et chats produites aux États-Unis avec des aliments importés, vendues sous 95 marques différentes aux États-Unis, au Canada et au Mexique, après la mort anormale d'au moins 14 animaux consécutive à une défaillance rénale dans la plupart des cas. Plus de 8 000 plaintes (pour certaines en nom collectif) ont été déposées à la Food and Drug Administration dans les semaines qui ont suivi aux États-Unis et au Canada. L'origine de la fraude a été retracée jusqu'à du gluten de blé frelaté.

### Lait en poudre en 2008
En mai, juillet et septembre 2008, quatre bébés chinois sont morts et des dizaines de milliers sont tombés malades après avoir absorbé du lait en poudre pour nourrisson contaminé à la mélamine. Les autorités chinoises ont reconnu que deux des compagnies laitières incriminées dans le scandale exportaient leurs produits (vers le Burundi, Gabon, Bangladesh, Birmanie et Yémen). Le scandale s'est amplifié, impliquant d'autres entreprises, d'autres produits et touchant un nombre toujours plus important de personnes et surtout d'enfants.

### Autres
En octobre 2008, un résultat d'analyse non conforme a été détecté dans des friandises produites en Chine et vendues dans des magasins asiatiques en Belgique. Dans le même temps, de la mélamine a été détectée dans des tourteaux de soja, également importés de Chine et destinés à l'alimentation animale.
En décembre 2008, l'Union européenne interdit les importations de Chine de produits contenant du soja destinés aux enfants,.

## Toxicologie, écotoxicologie

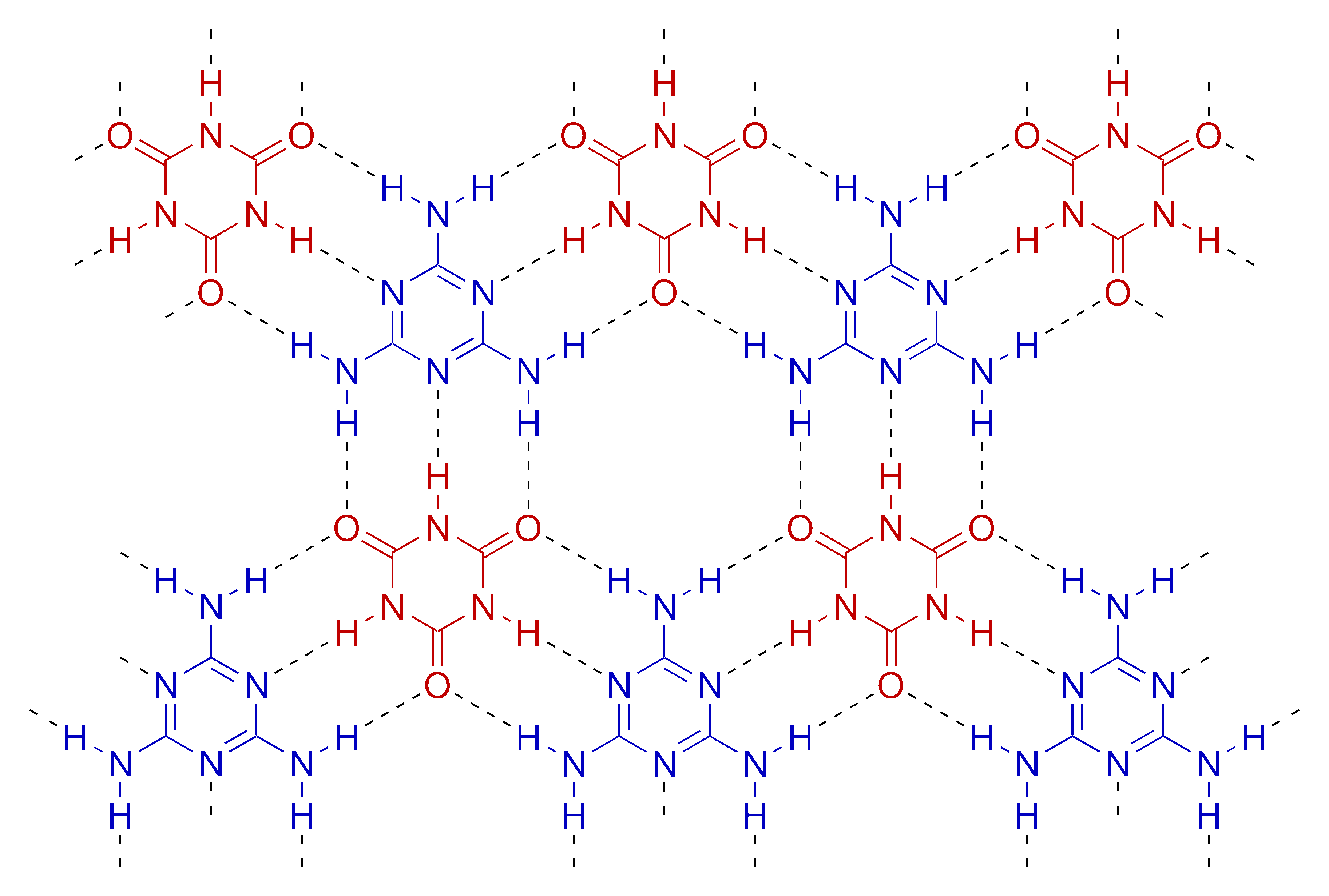
La structure des liaisons hydrogène établies entre la mélamine (en bleu) et l'acide cyanurique (en rouge)

Chez les animaux, la mélamine pourrait dans certaines conditions bloquer les fonctions rénales, selon des chercheurs de l'Université de Guelph (Ontario), ce qui expliquerait certaines morts de chiens et chats ayant consommé ces aliments, de la mélamine ayant été détectée dans l'urine ou les reins de chats décédés, ainsi que de l'acide cyanurique (sous-produit métabolique de la mélamine), ces deux composés pouvant former des cristaux par des liaisons hydrogène d'une remarquable complémentarité. Ces cristaux peuvent bloquer la fonction rénale. Le danger est plus grand pour les chats que pour les chiens, pour les mâles que pour les femelles, et pour les animaux âgés comparés aux plus jeunes.
Chez l'homme, la dose journalière admissible retenue par l'AESA est de 0,5 mg/kg de poids corporel. Elle est la même que celle retenue par l'OMS. L'organisme américain FDA parle de 1 mg/kg.
La toxicité est essentiellement rénale, avec formation de calculs rénaux pouvant obstruer la voie urinaire et provoquer une insuffisance rénale  aiguë. Un dérivé de la mélamine, l'hexaméthylmélamine, a été testé un temps comme médicament anticancéreux.